# Дезеглиз, Пьер Альфред
Пьер Альфред Дезеглиз (фр. Pierre Alfred Déséglise; 1823—1883) — французский ботаник.

## Биография
Пьер Альфред Дезеглиз родился 28 октября 1823 года в городе Бурж. Учился ботанике с Александром Боро, затем изучал растения под руководством Гюстава Туранжена.
В 1865 году Пьер Альфред переехал в Меэн-сюр-Евр, с 1867 года жил в Париже. Во время Франко-прусской войны 1870—1871 годов был травником-целителем. После окончания войны Дезеглиз поселился в Женеве. С 1874 года он работал ассистентом в Женевском ботаническом саду.
Пьер Альфред Дезеглиз скончался 13 декабря 1883 года в Женеве.
Дезеглиз был автором нескольких работ, посвящённых таким крупным родам растений, как Шиповник, Мята и Тимьян.
Гербарий Дезеглиза был распродан после его смерти. Основная часть роз оказалась в Королевских ботанических садах Кью (K).

## Некоторые научные работы
- Déséglise, P.A. (1861). Essai monographique des Rosiers. 130 p.
- Déséglise, P.A. (1877). Catalogue raisonné des espèces du genre Rosier. 348 p.

## Некоторые виды растений, названные в честь П. А. Дезеглиза
- Rosa deseglisei Boreau, 1857